# Azuqueca de Henares (kommunhuvudort)
Azuqueca de Henares är en kommunhuvudort i Spanien.   Den ligger i provinsen Provincia de Guadalajara och regionen Kastilien-La Mancha, i den centrala delen av landet, 40 km öster om huvudstaden Madrid. Azuqueca de Henares ligger 633 meter över havet och antalet invånare är 32 744.
Terrängen runt Azuqueca de Henares är platt åt nordväst, men åt sydost är den kuperad. Runt Azuqueca de Henares är det tätbefolkat, med 331 invånare per kvadratkilometer. Närmaste större samhälle är Alcalá de Henares, 12,1 km sydväst om Azuqueca de Henares. Trakten runt Azuqueca de Henares består till största delen av jordbruksmark.